# 奥斯威辛
奥斯威辛（發音：[ɔɕˈfʲɛɲtɕim] ⓘ，發音：[ˈaʊʃvɪts] ⓘ，羅馬化：Oshpitzin）是波兰小波兰省的一个镇。第二次世界大战期间，纳粹德国將其面積最大的集中營設置在市區西南側，即著名的奥斯威辛集中营。索瓦河流經奧斯維辛的市中心。

## 備注
1. ↑  又譯奧斯威欽，或按德語名譯奥施维茨、奧次威治[2]（台）、奧修維茲和奧許維茲等